# Lázně Fořt

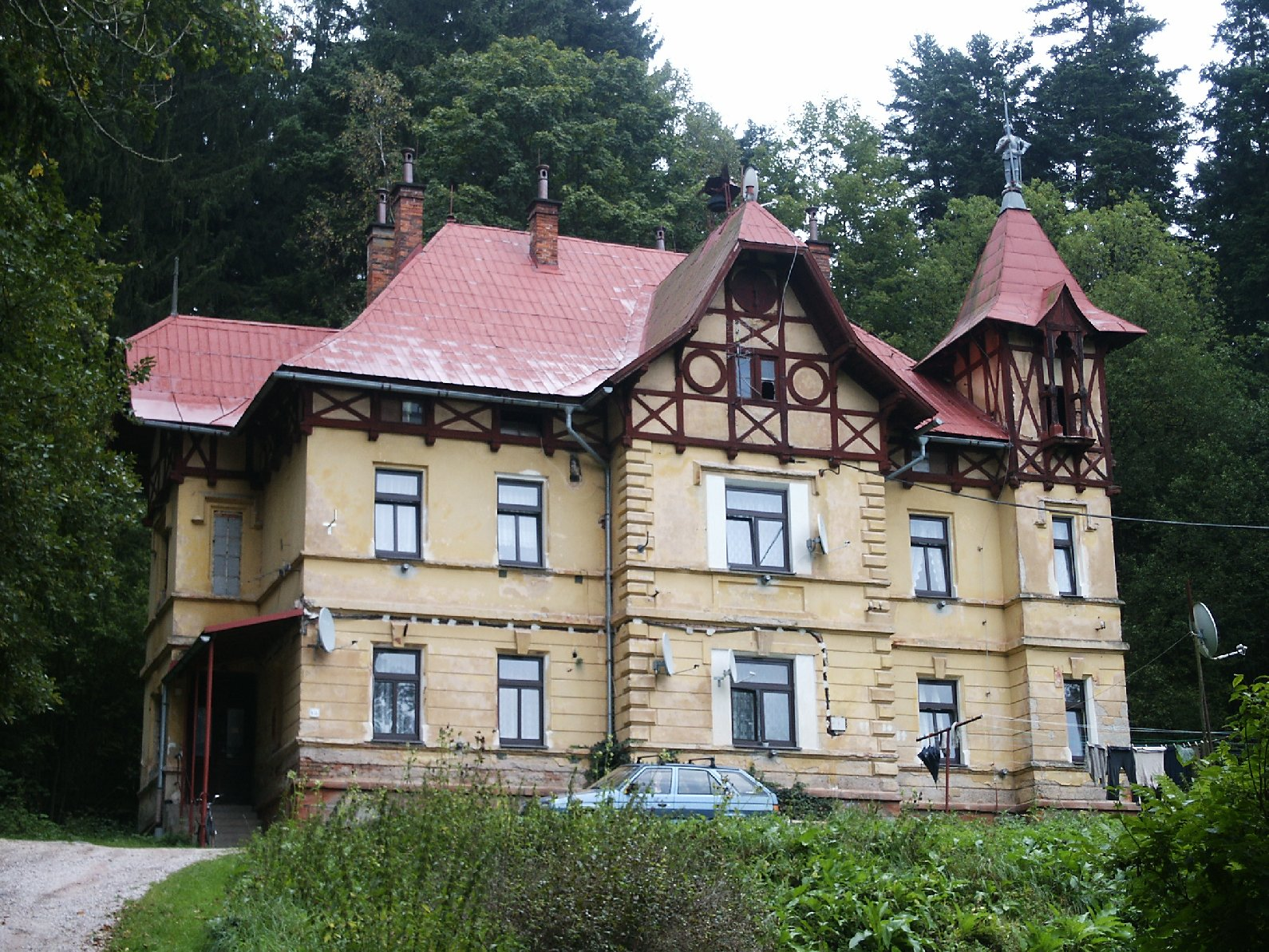
Waldschlosschen in Forstbad

Lázně Fořt, volkstümlich zumeist Lázně, (deutsch Forstbad) ist eine Ansiedlung der Gemeinde Rudník in Tschechien. Der ehemalige Kurort liegt fünf Kilometer nördlich von Hostinné und gehört zum Okres Trutnov.

## Geographie
Lázně Fořt befindet sich inmitten eines Waldgebietes im Riesengebirgsvorland. Die Ansiedlung liegt in der Talmulde des Baches Lázeňský potok, der südlich von Lázně in die Čistá (Silberbach) mündet. Nördlich erhebt sich der Spálov (506 m), im Osten die Pastvina (502 m), südlich die Planinka (Scheibenberg, 495 m), im Westen der Čihadlo (Koppen, 525 m) und nordwestlich die Malá Sněžka (499 m).
Nachbarorte sind Čistá v Krkonoších im Norden, Bolkov im Nordosten, Rudník im Osten, Terezín und Arnultovice im Südosten, Prosečné im Süden, Malý Lánov im Westen sowie Dolní Lánov und Fořt im Nordwesten.

## Geschichte
Seit dem 18. Jahrhundert war die Existenz einer Schwefelquelle im Forstwald zwischen Forst, Proschwitz und Hermannseifen bekannt. Nachdem der Quelle wundertätige Eigenschaften nachgesagt wurden, ließ der Besitzer des Lehngutes Forst, Ignaz Dominik Chorinsky von Ledska, im Jahre 1754 dort eine Marienkapelle und später ein hölzernes Badehaus errichten, das verpachtet wurde. 1794 verkaufte Chorinsky den Besitz an Wenzel Berger von Bergenthal, den später sein Sohn Ignaz beerbte. In der ersten Hälfte des 19. Jahrhunderts entwickelte sich das Forstbad zu einem beliebten Ausflugsziel. Neben der Wallfahrtskapelle und dem Badehaus entstand deshalb ein Gasthaus, zu dem auch eine separate hölzerne Tanzfläche gehörte. Bis zur Mitte des 19. Jahrhunderts blieb das Forstbad immer dem vereinigten Lehngut Forst und Allodialgut Studenetz untertänig.
Nach der Aufhebung der Patrimonialherrschaften bildete das Forstbad ab 1850 einen Ortsteil der Gemeinde Forst / Foršt in der Bezirkshauptmannschaft Hohenelbe / Vrchlabí. 1864 wurde anstelle der Tanzfläche ein neues gemauertes Gasthaus errichtet. Karl Berger von Bergenthal ließ 1880 das Bad ausbauen. Anstelle des hölzernen Badehauses entstand ein neuer gemauerter Bau. Das alte Gasthaus musste einem großen Kurhaus weichen und anstelle des Billardsaales wurde eine hölzerne Kolonnade errichtet. An der Straße wurde am Hang oberhalb der Kapelle im Schweizer Stil das neue Gasthaus Forsthaus (Myslivna) mit einem Turm und dem Kapellenhaus errichtet, das den Eindruck eines Waldschlösschens vis-a-vis dem Bad erweckte. Der Unternehmer Franz Kluge, der die Güter 1886 erworben hatte, ließ daneben die das gesamte Bad dominierende zweitürmige Villa Maria errichten. Durch die Zunahme der Kurgäste wurde in Forstbad ein Postamt eingerichtet, das nur während der Saison vom 15. Mai bis 31. September [sic?] geöffnet war. Außerdem praktizierte im Forstbad innerhalb der Saison ein Badearzt. Hauptsächlich wurden im Forstbad Neurasthenie, Neuralgien sowie Migräne kuriert, des Weiteren erfolgten durch die Kurärztin Marie Kluge, geborene Rotter, auch Behandlungen von Patienten mit Ischias, Asthma, Gicht, Blutarmut, Arteriosklerose, Fettsucht und Schwäche mittels klassischer Hydrotherapie sowie Dampfbädern und -duschen. Als Spezialität wurde ein Harz-Aromabad aus Fichtennadeln angeboten. Zu Beginn des 20. Jahrhunderts begann der Niedergang des Kurbetriebes, als sich die Kurgäste vornehmlich den prosperierenden Kurstädten Špindlerův Mlýn und Janské Lázně zuwandten. Den endgültigen Niedergang brachte 1921 der Bau der Kunstseidenspinnerei der Ersten Böhmischen Kunstseide-Fabrik AG Theresienthal im Tal unterhalb des Bades. Die Chemiefabrik hatte für das benachbarte Kurbad fatale Folgen, 1922 wurde der Kurbetrieb im Forstbad eingestellt. Infolge des Münchner Abkommens wurde das Forstbad zusammen mit Forst 1938 dem Deutschen Reich angeschlossen und gehörte bis 1945 zum Landkreis Hohenelbe. In dieser Zeit wurde das Bad als KdF-Heim wiedereröffnet. Nach dem Zweiten Weltkrieg kam der Ort zur Tschechoslowakei zurück. Unmittelbar nach Kriegsende entstand 1945 in Lázně Fořt ein Sammellager für die Abschiebung von Deutschen aus dem Okres Vrchlabí. Nach dessen Auflösung dienten die Badegebäude als Waisenhaus und danach als Unterkunft für Arbeiter der Chemischen Fabrik Terezín. Nach der Auflösung der Gemeinde Fořt wurde Lázně Fořt 1961 der Gemeinde Rudník angegliedert. Zugleich wurde die Siedlung mit der Aufhebung des Okres Vrchlabí mit Beginn des Jahres 1961 dem Okres Trutnov zugeordnet.

## Kurort
Lázně Fořt war neben Janské Lázně eines der beiden echten Kurbäder im Riesengebirge, das über ein Badehaus, ein Bassin und Kolonnaden verfügte. Daneben existierten zahlreiche weitere Luftkurorte, in denen lediglich Sanatorien bestanden.

## Sehenswürdigkeiten
- Barocke Kapelle Mariä Wiegenfest, sie ist das älteste Bauwerk des Ortes und entstand 1754 auf Veranlassung von Ignaz Dominik Chorinsky von Ledska, einem Bruder von Mathias Franz Chorinsky von Ledske. Die Kapelle verdankt ihr Entstehen der in der Nähe entspringenden Heilquelle, dem „Wunderbrunnen“, wo sich der Legende nach eine „wunderbare Heilung“ zugetragen haben soll. Die Kapelle, in orientalischer Rundform aus Stein erbaut, wurde am 26. August 1754 eingeweiht. Der aus reichvergoldetem Holzschnitzwerk bestehende Altar enthält ein Muttergottesbild mit Inschrift.[2]

- Ehemalige Badehäuser im Schweizerstil